# Chiesa di San Rocco (Cimone)
La chiesa di San Rocco è la parrocchiale di Covelo, frazione e sede comunale di Cimone in Trentino. Fa parte della zona pastorale di Trento e risale al XIX secolo.

## Storia

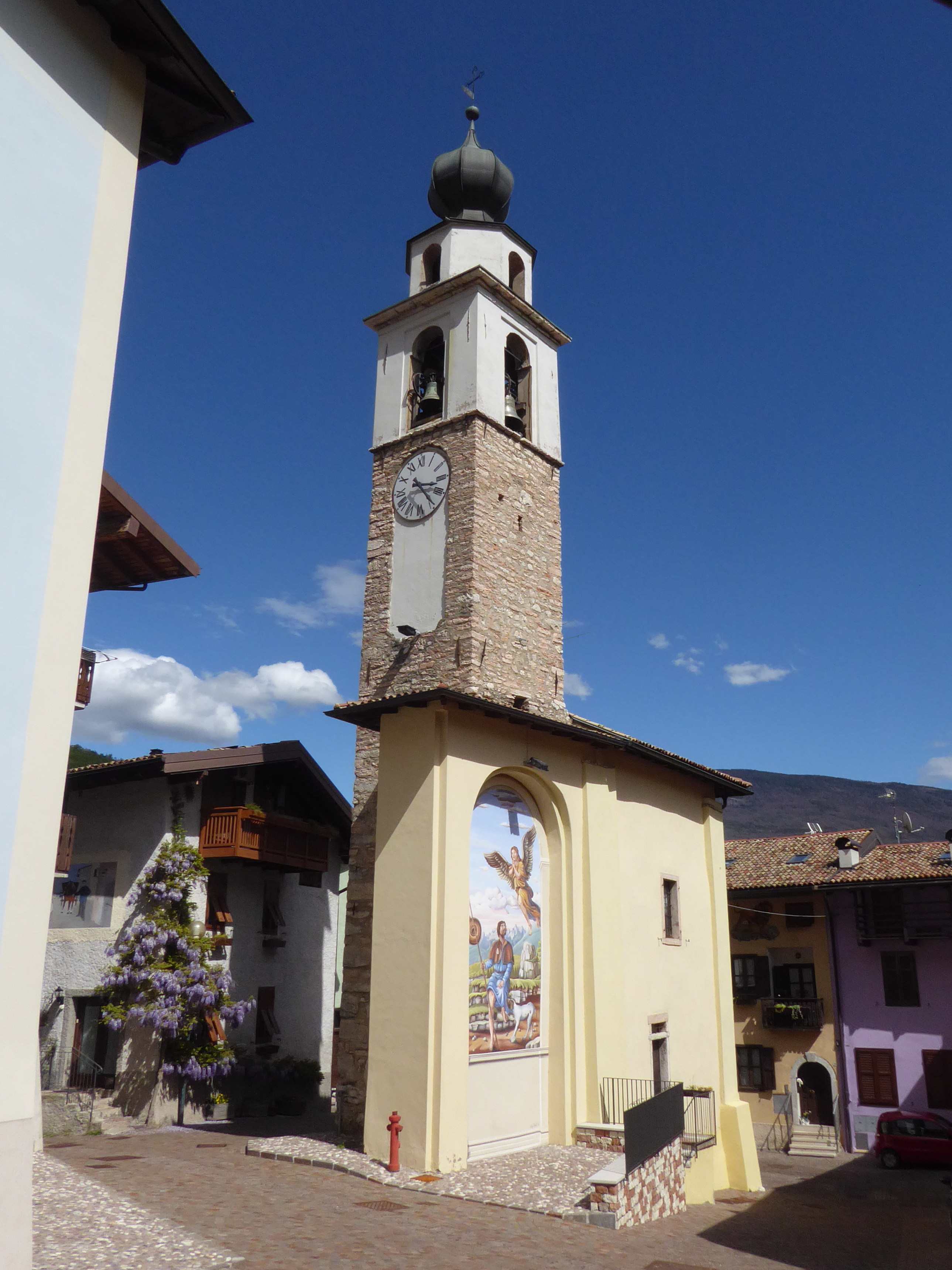
Il vecchio campanile e ciò che resta della prima chiesa di Covelo

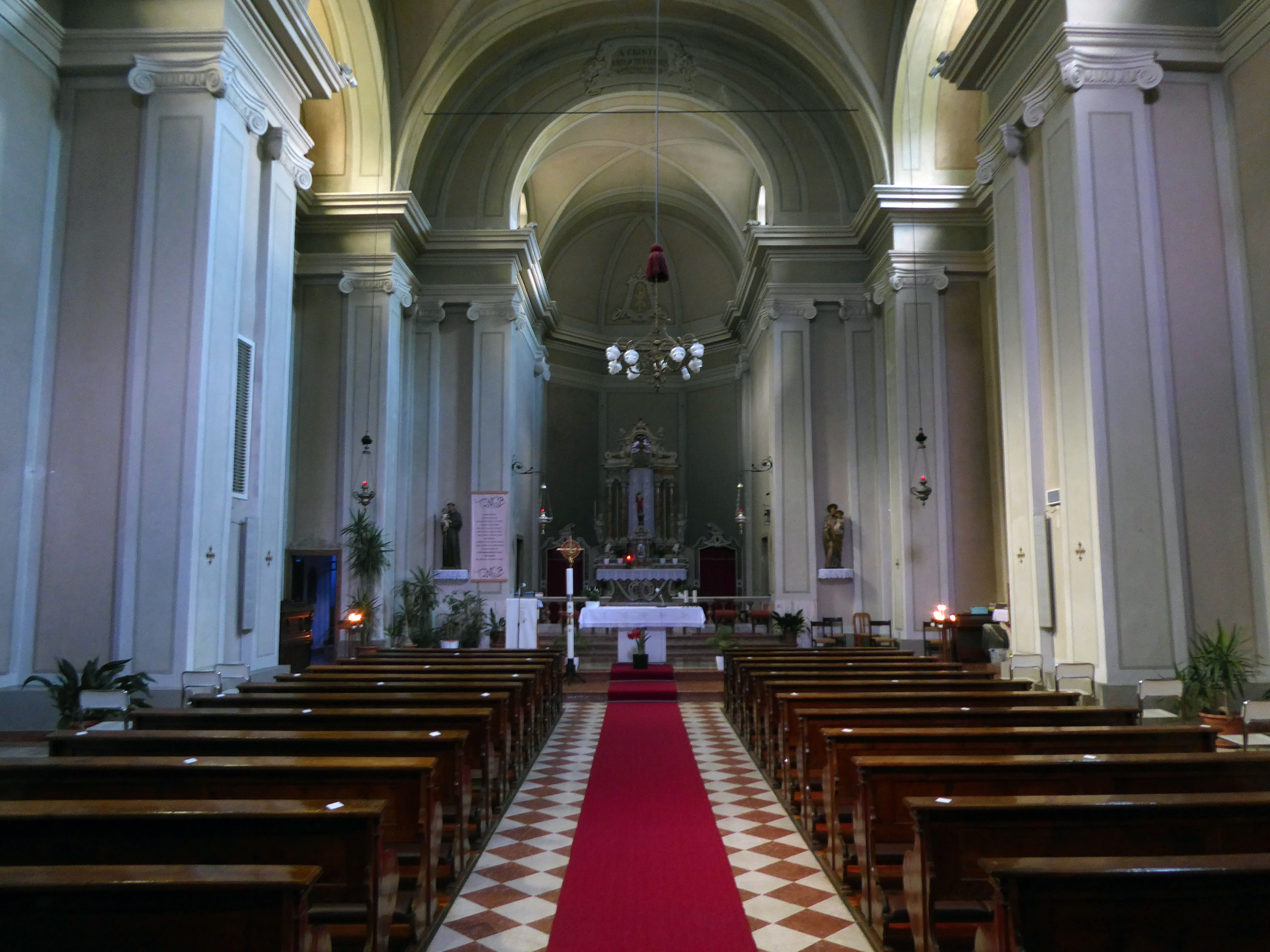
Interno

Attorno al XVIII secolo esisteva un primitivo luogo di culto che si trovava nel centro di Covelo, con dedicazione a San Rocco, ma fu solo nel 1710 che venne costituita la curazia che univa le comunità di Cimone e di Aldeno, legata alla non lontana pieve di Villa Lagarina, la chiesa di Santa Maria Assunta. Nei primi anni la sede fu ad Aldeno, nella poi demolita chiesa di San Zeno (sostituita dalla chiesa di San Modesto nel 1776).
Nel 1719 divenne curazia indipendente da Aldeno e circa mezzo secolo più tardi, a partire dal 1870, si iniziò a costruire il nuovo tempio perché ormai la chiesa settecentesca non era più sufficiente alle necessità della comunità. Il sito scelto per l'edificazione fu in posizione più elevata ma non troppo lontano dalla primitiva San Rocco. Il progetto fu affidato a Ignazio Liberi e già nel 1877, a cantiere ancora aperto, la chiesa venne benedetta. Iniziarono intanto i trasferimenti degli arredi e delle suppellettili dal vecchio al nuovo edificio e i lavori vennero ultimati nel 1881.
La solenne consacrazione venne celebrata il 13 novembre 1881.
Tra il 1899 e il 1901 la chiesa venne ampliata con la costruzione di una cappella laterale sul lato a sinistra del presbiterio e subito dopo si procedette con alcuni restauri urgenti e con la tinteggiatura. Gli interni vennero decorati dal roveretano Livio Bianchi.
Venne elevata a dignità parrocchiale nel 1920 (il parroco risiede nella vicina Aldeno).
Negli anni sessanta vennero effettuati alcuni interventi di restauro e fu rinnovata la pavimentazione della sala. Nel decennio successivo si sono ritinteggiati sia gli interni sia gli esterni.

## Descrizione
L'orientamento della facciata neoclassica è verso nord-est. Il prospetto è caratterizzato da quattro grandi lesene che reggono il frontone triangolare. L'interno è a navata unica. Il presbiterio, dopo l'adeguamento liturgico, è stato avanzato nella navata e mantenendo la balaustra che delimita la zona presbiteriale originale.
Sono interessanti nella navata due confessionali ottocenteschi. Nella parte dell'arco santo sono collocati due altari marmorei in stile barocco. Nella chiesa è conservato il dipinto Madonna con Bambino e San Giuseppe in gloria, adorata dai Santi Gerolamo, Rocco e Giovanni Nepomuceno che riporta lo stemma dei Lodron e che è stato restaurato nel 2014.